# Nedalshytta
Die Nedalshytta ist eine Wander- und Schutzhütte des Norwegischen Wandervereins (DNT). Sie wird vom Regionalverband Trondhjems Turistforening betrieben und verfügt über insgesamt 88 Betten, wovon 60 während der bewirteten Zeit und 28 in der unbewirteten Zeit vermietet werden, und ist mit einem Universalschlüssel des DNTs zugänglich.

## Lage und Umgebung
Die Nedalshytta liegt an einem kleinen Birkenwald in einer Hochebene in der Gemeinde Tydal, am Südostufer des Nesjøen-See, westlich des Sylan-Gebirges.

## Geschichte
Die Hütte wurde im Jahre 1971 erbaut und ersetzte die Alte Nedalshytta, die aufgegeben wurde, als der Nesjøen-See aufgestaut wurde und sich dadurch die ehemalige Hütte auf dem heutigen Grund des Sees befindet.

## Wege

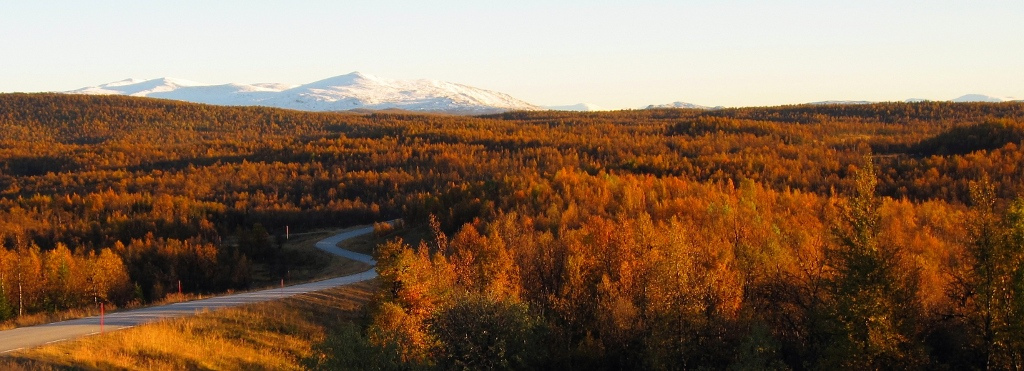
Die Landstraße 705 mit dem Sylan-Gebirge im Hintergrund

Ausgehend von der Hütte steht ein Netz aus insgesamt 820 km markierten Wanderwegen zur Verfügung, davon 370 km auf der norwegischen und 450 km auf der schwedischen Seite. Die Hütte selbst ist durch eine kleine Straße mit der Landstraße 705 (Stjørdal-Røros) verbunden.

### Touren von der Nedalshytta / Gipfelbesteigungen
Hauptziel der zahlreichen Wanderrouten ist das Sylan-Gebirge im Osten der Nedalshytta. Der wichtigste und bekannteste (Rund-)Wanderweg ist der Store Syltraversen.

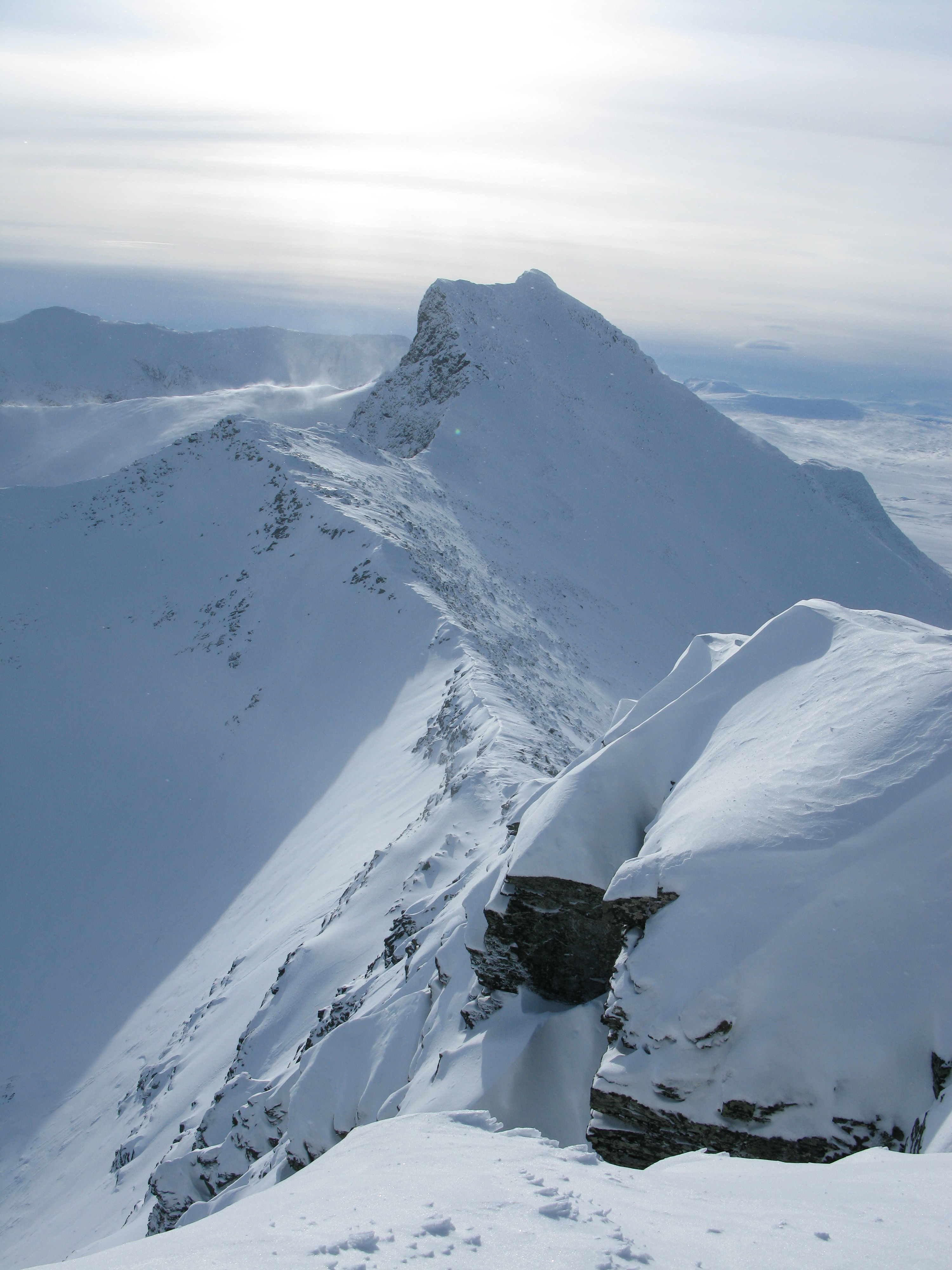
Blick vom Lillsylen über den Sylryggen-Bergsattel zum Storsylen im Winter.

#### Store Syltraversen
Der Store Syltraversen ist ein Rundwanderweg, der neben gut begehbaren Wanderwegen auch Abschnitte aufweist, bei denen Trittsicherheit und Schwindelfreiheit erforderlich sind. Auf der Strecke zwischen dem Storsola und dem Lillsylen hat man bei gutem Wetter kilometerweite Sicht über Norwegen und Schweden.
Ausgehend von der Nedalshytta führt der Store Syltraversen über den Ekorrpasset-Pass und einem schmalen Bergrücken vorbei an den kleinen Gletschern Ekorn und Tempelbreen zum Storsola. Von dort sind es rund 5 km zum Storsylen. Vom Storsylen führt der Weg über den Sylryggen-Bergsattel zum Lillsylen und schließlich wieder zur Nedalshytta.

### Übergänge zu anderen Hütten
Von der Hütte erreicht man über das weitverzweigte Netz an Wanderwegen insgesamt 19 weitere Hütten. Dazu gehören unter anderem Græslihytta, Kjølihytta, Ramsjøhytta, Schulzhytta, Storerikvollen (alle Norwegen) und auf schwedischem Gebiet unter anderem die Blåhammaren Fjällstation und die Sylarnas Fjällstation. Die drei letzteren sind über den Firkanten-Rundweg mit der Nedalshytta direkt verbunden.